# UGC 7100
PGC 38410 = UGC 7100 ist eine Spiralgalaxie vom Hubble-Typ Sa im Sternbild Haar der Berenike am Nordsternhimmel. Sie ist schätzungsweise 191 Millionen Lichtjahre von der Milchstraße entfernt. Gemeinsam mit UGC 7073 und UGC 7074 bildet sie die Galaxiengruppe "LGG 268".

## UGC 7017-Gruppe (LGG 268)
| Galaxie   | Alternativname | Entfernung/Mio. Lj |
| --------- | -------------- | ------------------ |
| PGC 38410 | UGC 7100       | 191                |
| UGC 7073  | PGC 38285      | 194                |
| UGC 7074  | PGC 38287      | 188                |